# Joost Reinke

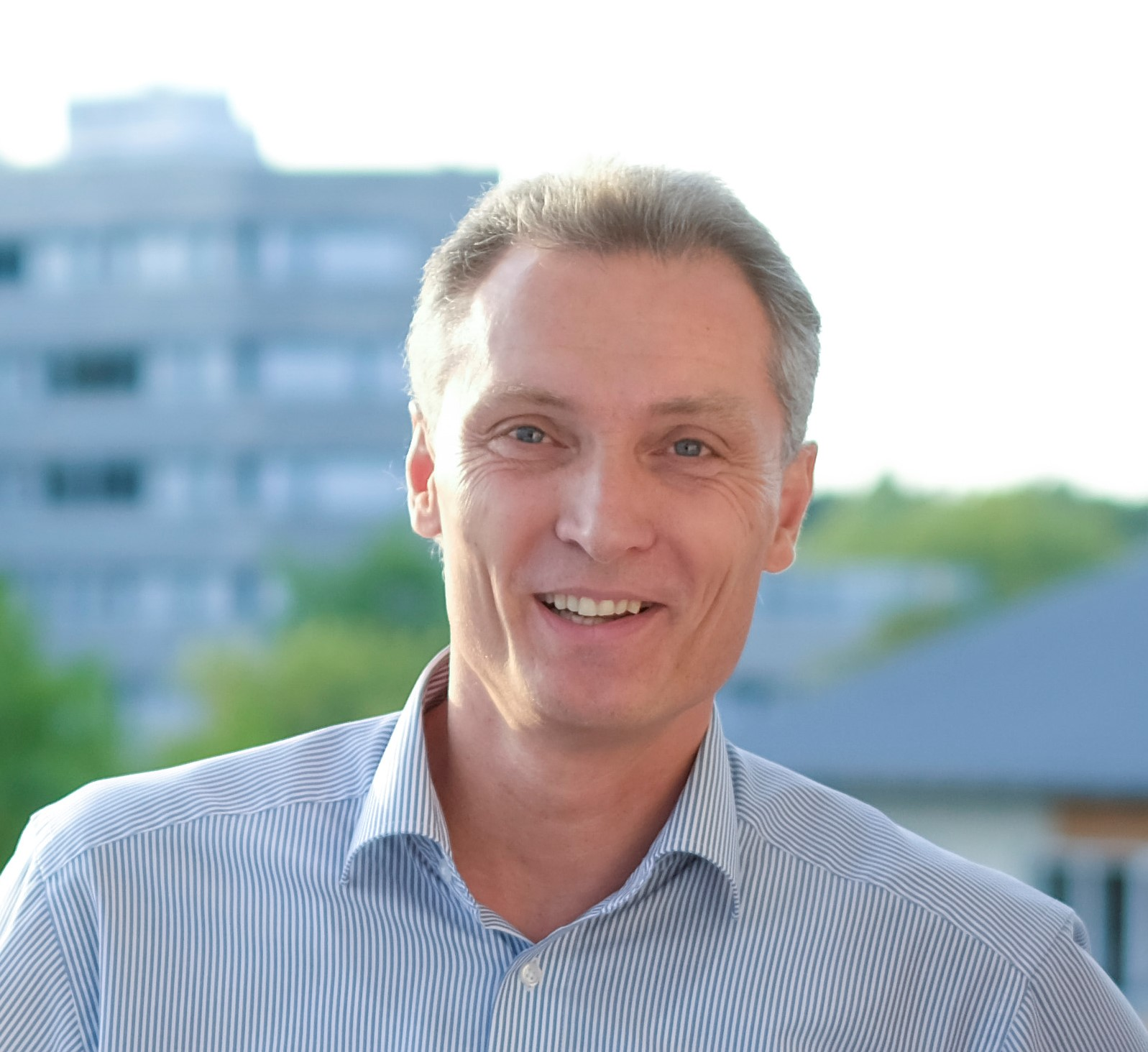
Joost Reinke 2018

Joost Reinke (* 1965 in Lübeck) ist ein deutscher freikirchlicher Theologe, Lehrer, Kommunalpolitiker und Autor.

## Leben
Reinke wuchs ab 1969 in der niedersächsischen Kreisstadt Rotenburg (Wümme) als erstes Kind des Diplom-Ingenieurs und Berufsschullehrers Hans Reinke (1936–2002) und dessen Ehefrau Inge Reinke (1935–2023) auf. Nach dem Abitur am Rotenburger Ratsgymnasium im Jahr 1984 und seiner Zivildienstzeit in einem Krankenhaus studierte er Theologie an der Universität und am Evangelisch-freikirchlichen Theologischen Seminar in Hamburg (Studienabschluss 1992). Im September 1994 absolvierte er sein Doktoralexamen an der Evangelisch-Theologischen Fakultät Löwen mit magna cum laude.
Insgesamt 14 Jahre war Reinke als Pastor im Bund Evangelisch-Freikirchlicher Gemeinden in Deutschland tätig, u. a. in Bremerhaven, im oberbergischen Hückeswagen und in Herne. Anlässlich des 200. Geburtstages des Kirchengründers Johann Gerhard Oncken (1800–1884) konzipierte und erstellte Reinke eine Wanderausstellung zum Thema „Baptismus in Deutschland“. 2001 rief er gemeinsam mit Dieter Rauer die „Islandtafel“ (Tafelarbeit) in Hückeswagen ins Leben.
Von 2008 bis 2023 lebte er im südhessischen Langen und wechselte in den Schuldienst. Seit 2023 wohnt er wieder in Rotenburg (Wümme).
Reinke ist der ältere Bruder der Kunsthistorikerin Frauke Reinke-Wöhl (1966–2022).

### Politik
Im Sommer 2004 wurde Reinke zum ersten Politikbeauftragten der nordrhein-westfälischen Kirchenverbände des Bundes Evangelisch-Freikirchlicher Gemeinden in Deutschland ernannt und als solcher bei Landtag und Landesregierung akkreditiert. In dieser Funktion vertrat er bis Ende 2008 verschiedene Freikirchen gegenüber Landtag und Landesregierung in Nordrhein-Westfalen und setzte sich u. a. erfolgreich dafür ein, dass in den Medien nicht länger nur von „den beiden christlichen Kirchen in Deutschland“ gesprochen wurde.
Von März 2016 bis September 2019 vertrat er die Partei Die Linke im Stadtparlament der südhessischen Stadt Langen, bevor er als fraktionsloser Abgeordneter aktiv war. Bei der Bürgermeisterwahl am 1. März 2020 erhielt Reinke, der als unabhängiger Kandidat angetreten war, sechs Prozent Wählerstimmen. Von 2016 bis 2021 war er Mitglied im Jugendhilfeausschuss des Landkreises Offenbach.
Reinke hat die Wählerinitiative Langen (WiLa) initiiert, eine unabhängige, überparteiliche Gruppierung, die am 27. Oktober 2020 gegründet wurde und bei der Kommunalwahl im März 2021 3,8 % und damit zwei von 45 Sitzen in der Stadtverordnetenversammlung errang.

### Positionen
Nach einem Bericht der taz aus dem Jahr 2007 soll Reinke Skeptiker der Evolutionstheorie sein. Kommunalpolitisch macht er sich für mehr Klimaschutz vor Ort, eine bessere soziale Infrastruktur und mehr interkommunale Zusammenarbeit im westlichen Landkreis Offenbach stark. Von der hessischen Landesregierung fordert er eine vollständige Kostenübernahme für die vorschulische Kinderbetreuung.

## Veröffentlichungen
- Deutsche Pfingstmissionen: Geschichte, Theologie und Praxis. Verlag für Kultur und Wissenschaft, Bonn 1997.
- Dynamisch leiten – Entwurf eines freikirchlichen Leitungsverständnisses (mit Jürgen Tischler), Verlag für Kultur und Wissenschaft, Bonn 1998.
- Johann Gerhard Oncken, Broschüre über sein Leben, Hückeswagen 2001.
- Alles hat seine Zeit. In: Dietmar Lütz (Hrsg.):  Die Bibel hat die Schuld daran - 175 Jahre Baptismus auf dem europäischen Kontinent. Hamburg 2009, ISBN 978-3-86682-125-5, S. 37–48.
- mit Horst Martens: Mit Jesus unterwegs – 100 Jahre Baptisten in Herne. Pro-Literatur-Verlag, Mammendorf 2005. ISBN 978-3-86611-087-8